# Маккой, Джордж
Джордж Маккой (англ. George McCoy; род. XX век, Малверн, Западный Мидленд) — британец, бывший продавец пластинок и автор справочников по обозрению рынка сексуальных услуг, получивший известность после выхода в свет книги о борделях и индивидуальных проститутках Великобритании — «Путеводитель Маккоя по британским массажным салонам» (англ. McCoy's British Massage Parlour Guide). Название книги не касается компаний, оказывающих услуги лечебного массажа, понятие «массажный салон» в Великобритании обычно используется как скрытое обозначение рекламы интимных услуг, при этом прямое подстрекательство к проституции является незаконным в стране. Ранее Маккой написал написал книгу под названием «Путеводитель по агентствам, исправительным службам и салонам Лондона», а затем 32 путеводителя по британским публичным домам Великобритании с исчерпывающими подробностями и неоднократно выступал в СМИ на темы секс-индустрии страны.

## Биография и творчество
Джордж Маккой родился в 1948 году в Молверне, графство Вустершир, и поначалу занялся предпринимательством, создав компанию по продаже аудиозаписей по почте, оборот которой к 1990 году превысил 1,5 миллиона фунтов стерлингов, но в начале 1990-х годов его бизнес пришел в упадок.
С 1996 года Маккой начал писать путеводители по «массажным салонам». Автор лично посетил около 500 заведений, регулярно обновляя информацию о них в последующих изданиях путеводителя. В 2015 году Маккой заявил, что продал через Интернете около 100 000 экземпляров своих путеводителей.
Летом 2007 года Маккой выпустил 11-е издание «Руководства по массажным салонам», а также первый национальный справочник по женщинам-доминам (оказывающим услуги БДСМ) — McCoy’s Guide to Corrective Services. В большинстве путеводителей Маккоя записи разбиты по округам, а затем по городам, в то время как в «Лондонском путеводителе» записи сгруппированы по районам Лондона, а затем — по почтовым районам. Каждая запись содержит основные сведения о «салоне» или индивидуалке, включая веб-сайт, местоположение, доступность, тарифы, большинство статей содержит также рейтинг («звёздность»), а также интересные особенности данного салона или индивидуалки. Приводятся фотографии многих секс-работниц. Маккой также издал карты Лондона, Бирмингема и Манчестера с указанием местоположения всех заведений, имеющих отношение к секс-индустрии: массажных салонов, гей-саун, кинотеатров для взрослых, секс-шопов, свинг-клубов, стриптиз-баров и т. д., также с указанием рейтингов и ключевых характеристики заведений.
К началу 2010-х Маккой редактировал в общей сложности одиннадцать различных путеводителей: четыре национальных путеводителя, включая «Путеводитель Маккоя по британским массажным салонам» и McCoy’s Guide to Corrective Services, а также семь региональных справочников, включая «Путеводитель Маккоя № 1 по агентствам, БДСМ и салонам Лондона в 2012 году» и «Путеводитель Маккоя № 1 по „трудящимся женщинам“ Лондона» (англ. McCoy's Guide to the Working Ladies of London No.1).

## Выступления в СМИ
Джордж Маккой неоднократно был участником телевизионных шоу в Великобритании, на которых обсуждалась национальная секс-индустрия. Так, в 1998 году он снялся в документальном фильме Vice — The Sex Trade на канале ITV, в 2001 году появился в Massage Parlors — The Real McCoy на Пятом канале. В 2006 году писатель фигурировал в Streets of Vice на BBC One, а также появлялся на телевидении в трех эпизодах сериала The Big Questions: в Лидсе 20 января 2008 года, в Бристоле 24 мая 2009 года и в Бери 1 апреля 2012 года. Другие выступления включают в себя телевизионную программу «Уэльская панорама» Week In — Week Out, в которой основное внимание уделялось «сервисам для взрослых» в Кардиффе, а также выступления на More4 News, 5 News, ITV News и Midlands Today, где писатель комментировал секс-индустрию. Маккой также появлялся в ток-шоу, таких как Kilroy, и давал интервью в выпусках Local BBC Radio, таких как BBC Radio Derby в августе 2011 года. В период с 1999 по 2013 год трижды упоминался в журнале The Economist. В 2018 году Маккой написал статью для журнала The Spectator под названием «Почему влиятельные мужчины любят, когда их шлепают?». В марте 2019 года он появился в телепрограмме «Секс на улицах» на канале 5Star.